# Sciences dans l'Égypte antique

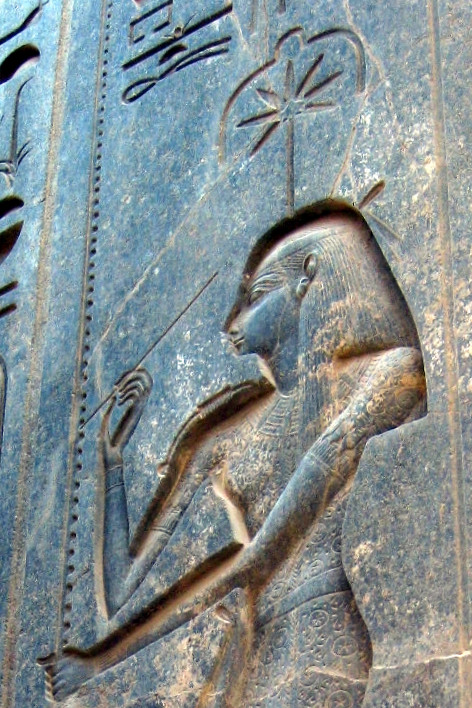
Seshat déesse des sciences

La science de l'Égypte antique jouit d'un grand prestige depuis les temps anciens, elle montre le haut degré de développement de cette civilisation et l'ampleur de ses connaissances.
Dans l'Égypte antique, de nombreux fonctionnaires (scribes, prêtres, militaires) sont formés dans des écoles. Certains de ces fonctionnaires, dans les Maisons de Vie, sont de véritables chercheurs pluridisciplinaires, en mathématiques, en astronomie, en médecine. 
Seshat est la déesse de l'écriture, de l'astronomie/astrologie, de l'architecture et des mathématiques. À ce titre, elle était à la fois la protectrice des bibliothèques, des scribes, des écoliers, des architectes et la gardienne des archives royales.

## Les mathématiques

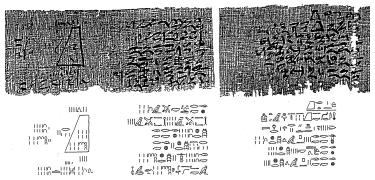
papyrus de Moscou - 14e problème

Les mathématiques en Égypte antique étaient fondées sur un système décimal. Chaque puissance de dix était représentée par un hiéroglyphe particulier. Le zéro était inconnu. Toutes les opérations étaient ramenées à des additions. Pour exprimer des valeurs inférieures à leur étalon, les Égyptiens utilisaient un système simple de fractions unitaires.

## Métrologie
Les connaissances mathématiques des Égyptiens avaient des applications pratiques, notamment pour la mesure : comme la pesée des grains, la mesure (ou calculs) de surfaces, la mesure du temps.
Le papyrus Rhind mentionne des mesures de surfaces/volumes en section §47: {\displaystyle {\begin{bmatrix}{\frac {100}{70}}&q.\;heqat&=&(1+{\frac {1}{4}}+{\frac {1}{8}}+{\frac {1}{32}}+{\frac {1}{64}})&q.\;heqat&&+&(2+{\frac {1}{14}}+{\frac {1}{21}}+{\frac {1}{42}})&q.\;ro\end{bmatrix}}} 
Suivant l'unité de mesure, les séries de fractions utilisées suivent un système différent : fractions unitaires pour les heqat, fraction binaires pour les ro.
Ils savaient se servir de différentes technologies de mesure, comme la corde à treize nœuds[réf. nécessaire], ou une balance. Ils savaient également mesurer le temps, en particulier la nuit, notamment avec les positions des étoiles dans le ciel égyptien.

## La géométrie

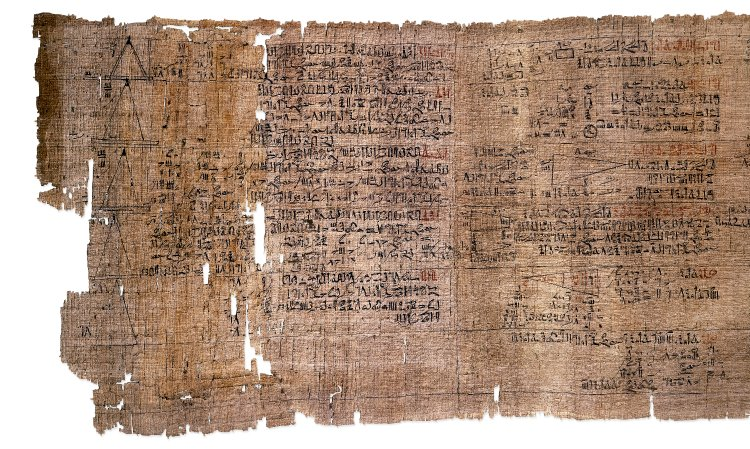
Détail du papyrus Rhind, problème de la quadrature du cercle

Si la réputation des scribes en matière de mathématiques est, d'ordre général, inférieure à celle des Babyloniens ou des Grecs, la géométrie, au regard des prouesses techniques réalisées très tôt dans leur histoire, fut leur domaine de prédilection et il ne fait nul doute aujourd'hui que cette science associée à l'architecture, fit la grande réputation des Égyptiens. Les hiéroglyphes et les fresques montrent des fils d'arpenteurs, et les données trouvées par les scientifiques qui ont étudié la grande pyramide de Gizeh montrent qu'ils avaient une approche très précise du nombre pi. 
C'est l'une des raisons pour lesquelles leur pays accueillit en pèlerinage les savants de la Grèce antique. Les Égyptiens réussirent ainsi à calculer la surface d'un disque sans connaître le nombre pi, avec une erreur de seulement 0,6 %. Ils pouvaient calculer les volumes de pyramides et de cylindres et l'aire d'une sphère. Certains problèmes figurant sur les papyri mathématiques du Moyen Empire préfigurent même les théorèmes de Thalès et de Pythagore.

## L'astronomie

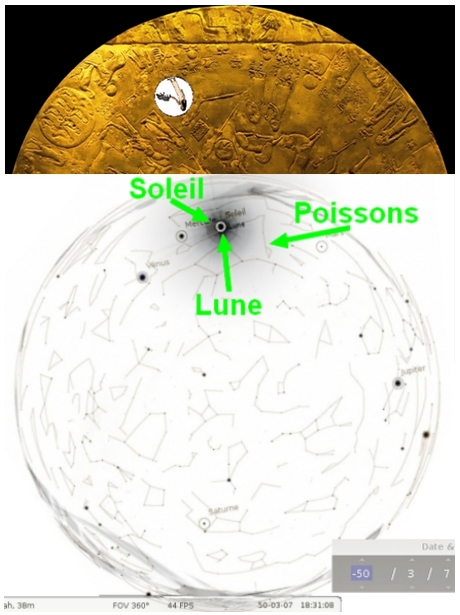
Éclipse solaire du 7 mars -50 indiquée sur le zodiaque de Dendérah

Selon Diodore de Sicile l'historien et chroniqueur grec, les anciens Égyptiens furent parmi les premiers à étudier le mouvement des astres, à établir un calendrier et à essayer de prévoir les éclipses. Autrefois l'astrologie, l'astronomie et la mathématique ne faisaient qu'un. Dans son ouvrage, l'Astronomie égyptienne (Gauthier-Villars, Paris, 1934), E. M. Antoniadi reprend et amplifie les constatations faites par de nombreux savants, en ce qui concerne les pyramides et montre les considérations astronomiques à l'œuvre dans leur construction.
Le zodiaque de Dendérah démontre une réelle maîtrise de l'astronomie, notamment pour la prévision des éclipses solaires.

## La médecine

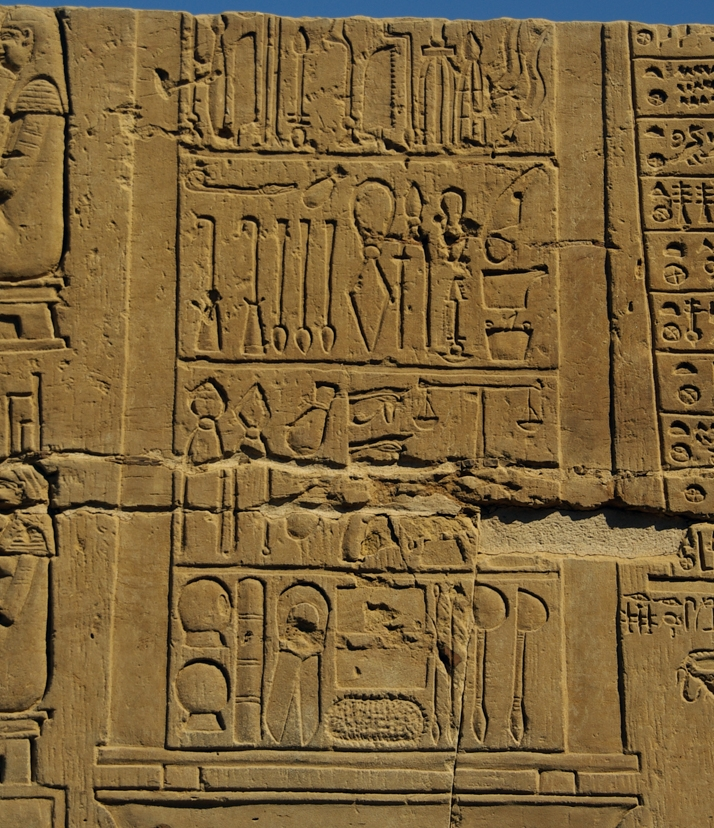
Instruments chirurgicaux - Bas reliefs du temple de Kôm Ombo

La médecine dans l'Égypte antique se réfère à la pratique courante de la médecine du XXXIIIe siècle avant notre ère jusqu'à l’invasion perse de -525. 
Cette médecine très avancée pour l'époque, était le fait d'un système de soins particulier, avec des médecins spécifiquement formés et aux pratiques contrôlées, exerçant en clientèle ou dans des lieux réservés, établissant des conclusions diagnostiques, usant de moyens thérapeutiques multiples, et toujours en relation avec le divin.
Imhotep est aussi connu comme étant le « Patron » de la médecine Égyptienne, il serait l'auteur du papyrus Edwin Smith.

## L'architecture

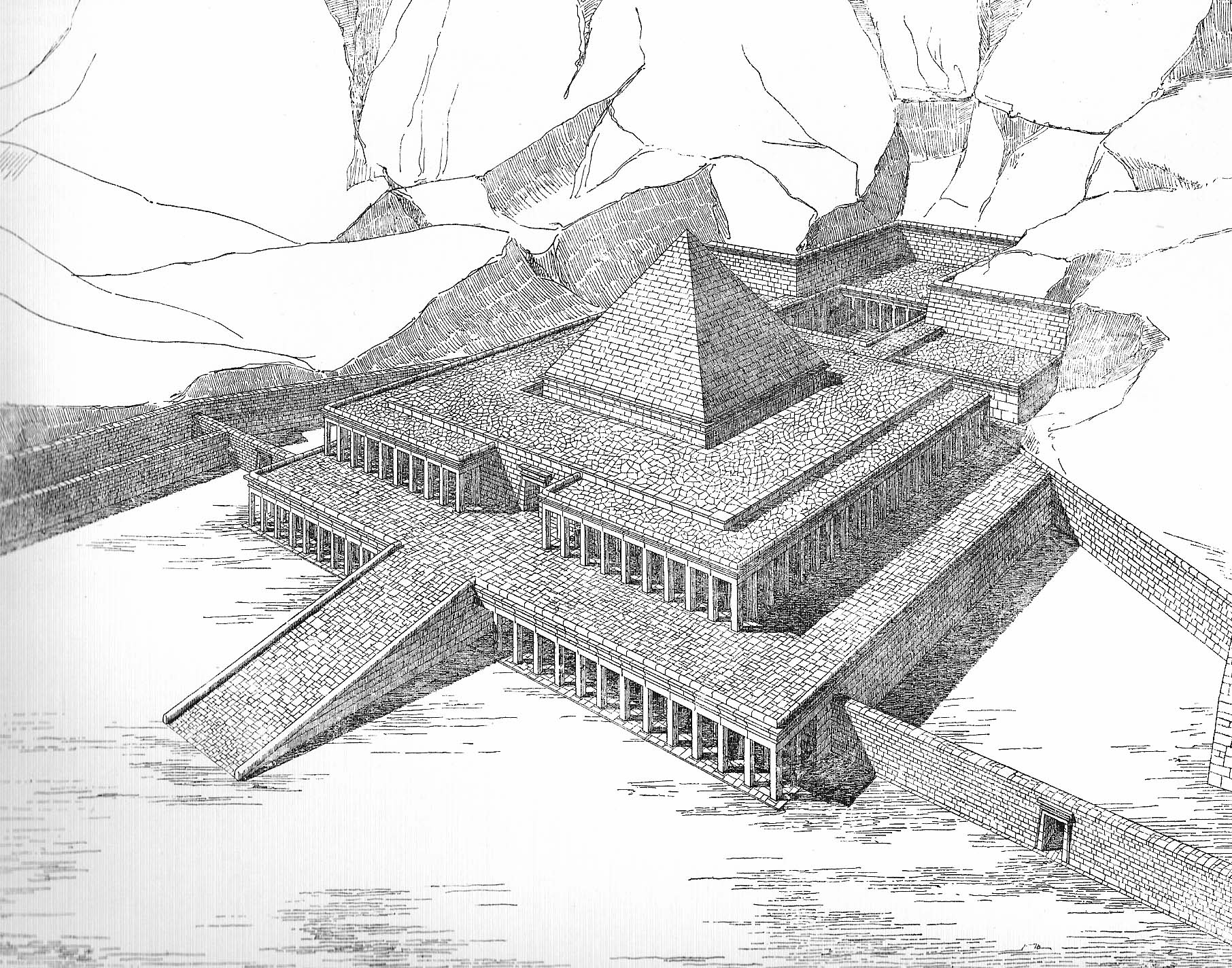
Temple de Montouhotep II à Deir el-Bahari

L'art architectural de l'Égypte antique a duré environ 3 500 ans et de ce fait a subi des évolutions selon les dynasties. Il n'y a donc pas une architecture égyptienne mais des architectures égyptiennes. L'art architectural de l'ancienne Égypte s'applique aussi bien aux habitations rurales ou citadines qu'aux palais royaux ou aux temples divins.

## L'alchimie
Les mots alchimie et chimie sont restés synonymes jusqu'à l'apparition de la chimie moderne au XVIIIe siècle.
L'alchimie occidentale, quant à elle, prend vraisemblablement ses origines dans l'Égypte hellénistique des Ptolémées entre -100 (avec Bolos de Mendès) et 300 (avec Zosime de Panopolis).
En ce qui concerne la substance même de l'alchimie gréco-égyptienne, A.-J. Festugière a montré qu'elle était née de la rencontre d'un fait et d'une doctrine. Le fait est l'art du bijoutier et du teinturier fantaisie, c'est-à-dire l'art de reproduire à meilleur compte l'or, l'argent, les pierres précieuses et la pourpre. 

## L'économie
L’économie (du grec ancien οἰκονομία / oikonomía : « administration d'un foyer ») est une activité humaine qui consiste en la production, la distribution, l'échange et la consommation de biens et de services.
Si l'on ne connaît pas la théorie économique de l’Égypte antique, certains problèmes du papyrus Rhind suggèrent des notions de mise en pratique du partage — c'est-à-dire de l'échange — de ressources, en donnant des outils mathématiques qui permettent une telle gestion. 
Par exemple, le papyrus Rhind dans l'un de ces problèmes aborde par exemple la distribution de cent pains parmi dix hommes de manière échelonnée : cinquante pains divisés également parmi quatre hommes de manière que chacun des quatre reçoive une portion égale y, pendant que les autres cinquante pains sont divisés également parmi les six autres hommes de manière que chacun des six reçoive une part égale x. Un autre exemple est le problème 65 du même papyrus qui aborde la question du partage en donnant une double part aux trois hommes exerçant l'activité de passeur, chef d'équipe et portier. Toutefois, contrairement au § 215 à 277 du code de Hammurabi, les exercices mathématiques ne réglementent pas la rémunération des différentes professions.